# Vicente Ricardo Barros
Dr Vicente Barros (Buenos Aires, 1940) es un climatólogo e investigador argentino que ha contribuido en la ciencia y la gestión del Cambio Climático. Su trabajo de investigación se ha focalizado en la variabilidad y el cambio climático en el sur de América del Sur y en sus impactos hidrológicos. Ha asesorado en esos y otros temas ambientales al gobierno argentino, siendo director de la comunicación nacional a Rio 92 y de dos comunicaciones nacionales a la Convención Marco de las Naciones Unidas sobre el Cambio Climático. Ha hecho las primeras contribuciones importantes para el desarrollo de la energía eólica en la Patagonia argentina (1978/80). Ha organizado y desarrollado un servicio meteorológico de carácter regional en la provincia de San Luis que funciona desde el año 2007. 
Entre 2008 y 2015 fue copresidente, junto con Christopher Field, del Grupo II del Intergovernmental Panel on Climate Change (IPCC) que lideró el Informe Especial “Managing the Risks of Extreme Events and Disasters to Advance Climate Change Adaptation” en 2012 e hizo la contribución sobre ¨Impacts, Adaptation and Vulnerability¨ al Quinto Informe de Evaluación del IPCC con el concurso de algo más de 300 científicos de todo el mundo. Como copresidente del grupo II fue miembro del Bureau del IPCC desde 2008 y de su Comité Ejecutivo desde 2010 hasta 2015.
Ha sido distinguido con varios premios, ente ellos en 2010 con el Premio Bernardo Houssay a la Trayectoria Científica y en 2013 con el Premios Konex a las 100 figuras de la ciencia nacional de la última década.

## Estudios y actividades profesionales, científicas y docentes
1965 Universidad de Buenos Aires (UBA), Licenciado en meteorología
1965-1973 Servicio Meteorológico Nacional (Argentina).
1970 Master of Science in Meteorology. University of Michigan.
1973 UBA. Doctor en Ciencias Meteorológicas.
1974-1986 Centro Nacional Patagónico (CONICET).
1987-2006 UBA. Profesor Titular de Climatología.
1989-1992 Vocal del Directorio de la Comisión Nacional de Política Ambiental.
1993-1997 Director del Departamento de Ciencias de la Atmósfera y los Océanos (Facultad de Ciencias Exactas y Naturales (Universidad de Buenos Aires)).
1994- Investigador Superior del CONICET.
2007- Profesor Emérito de la UBA en la Facultad de Ciencias Exactas y Naturales (Universidad de Buenos Aires). 

## Publicaciones
Ha publicado más de 70 trabajos en revistas científicas internacionales y más de otras 100 publicaciones científicas y técnicas. Últimos artículos:
Sea ice concentration variability over the Southern Ocean and its impact on precipitation in southeastern South America 2014.  Int J. of Climatology. 34(7), 2362-2377. R. Saurral, R., Barros, V. and Camilloni, I.
Climate change in Argentina: trends, projections, impacts and adaptation 2015. WIREs Climate Change 6(2). 152-169. doi: 10.1002/wcc.316. V. Barros, J. Boninsegna, I.Camilloni,1 M. Chidiak, G. Magrín and M. Rusticucci.
Changes in the zonal propagation of El Niño-related SST anomalies: A possible link to the PDO 2016. Theoretical and Appl. Climatology. 129 (1) 171-178. P. Antico y Barros, V.
Low frequency variability and trends in centennial precipitation stations in southern South America 2017. Int J. of Climatology, 37, 1774-1793. R. Saurral, Camilloni, I and Barros. V.
Low level circulation and precipitation simulated by CMIP5 GCMS over southeastern South America 2018. Int. J. of Climatology.  DOI: 10.1002/joc.5740. https://rmets.onlinelibrary.wiley.com/doi/abs/10.1002/joc.5740.. M. Doyle y Barros, V.